# Société historique de Montréal

Logo

La Société historique de Montréal est une association fondée le 11 avril 1858 par Raphaël Bellemare, rédacteur à La Minerve, Joseph-Ubalde Beaudry, greffier de la Cour d'appel du Bas-Canada, Louis-François-Georges Baby, avocat, et Jacques Viger, premier maire de Montréal.
Le fonds d'archives de la Collection Société historique Montréal est conservé au centre d'archives de Montréal de Bibliothèque et Archives nationales du Québec. 

## Mission et devise
Dans les Statuts et règlements originaux de 1858, les membres fondateurs donnent à la Société la mission de dissiper, à l'aide de documents authentiques, « les omissions et des erreurs qui se glissent dans la relation des faits historiques du Canada ».
La devise de la Société est « Rien n'est beau que le vrai », phrase tirée de la 9e épître de Nicolas Boileau, faisant écho à l'idéal du ratio studiorum.

## Activités et publications
La Société se manifeste à travers diverses activités telles des conférences, des remises de prix, une émission de radio et la publication d'ouvrages.
En plus de nombreux ouvrages réalisés à titre privé par ses membres, la Société collabore à la publication d'ouvrages historiques et de quelques périodiques :
- Mémoires et documents relatifs à l'histoire du Canada (de 1859 à 1921, 12 livraisons)
- Bulletin de la Société historique de Montréal (vers 1963; de septembre 1981 à décembre 1981)
- Cahiers de la Société historique de Montréal (de mars 1982 à décembre 1988)
- Montréal en tête : bulletin, et à compter de l'automne 2010 revue, de la Société historique de Montréal (de 1993 à aujourd'hui)

## Présidence
De sa fondation à nos jours, 24 personnes ont exercé la présidence de la Société :

| Nom                         | Portrait | Mandat                 |
| --------------------------- | -------- | ---------------------- |
| Jacques Viger               |          | 1858                   |
| Hospice-Anthelme Verreau    |          | 1859-1901              |
| Louis-François-Georges Baby |          | 1901-1906              |
| Louis-Wilfrid Sicotte       |          | 1906-1911              |
| Nazaire Dubois              |          | 1911-1916              |
| Victor Morin                |          | 1916-1928              |
| Ægidius Fauteux             |          | 1928-1941              |
| Jean-Léon-Olivier Maurault  |          | 1941-1958              |
| Ubalde Baudry               |          | 1958-1961              |
| Adrien-Dalvini Archambault  |          | 1961-1969              |
| Eugène Lapierre             |          | 1969-1970              |
| Armour Landry               |          | 1970-1972 et 1974-1976 |
| Maurice da Silva            |          | 1972-1974 et 1976-1978 |
| Marcel Cadotte              |          | 1978-1980              |
| J. Bruno Harel              |          | 1980-1983              |
| Marcelle Ranger             |          | 1983-1985              |
| Pierre Laliberté            |          | 1985-1986              |
| Huguette Lapointe-Roy       |          | 1986-1989              |
| Jean-Paul de Lagrave        |          | 1989-1991              |
| Lise Montpetit-Cadotte      |          | 1991-1995              |
| Lise Pothier                |          | 1995                   |
| Léo Beaudoin                |          | 1995-1997              |
| Hélène-Louise Dupont-Élie   |          | 1997-2000              |
| Jean-Charles Déziel         |          | 2000-2018              |
| Robert Comeau               |          | 2018-2020              |
| Mario Robert                |          | 2020-                  |

## Distinctions
La Société décerne trois distinctions honorifiques :
- La médaille de la Société historique de Montréal, décernée à un historien ou une historienne pour l'ensemble de son œuvre — depuis 1922
- Le diplôme de membre d'honneur, décerné à une personne pour son dévouement à la SHM — depuis 1964
- Le prix Percy-W.-Foy, attribué au terme d'un concours à une personne membre de la Société pour un écrit sur l'histoire — depuis 1990